# Министарство иностраних послова (Финска)
Министарство иностраних послова (фин. Suomen ulkoasiainministeriö, швед. Utrikesministeriet) једно је од министарстава Државног савјета одговорно за припрему и спровођење спољне политике Финске.
Поред министра иностраних послова у Министарству постоје још два министра са посебним дјелокругом рада (министар за европске послове и спољну трговину и министар за међународни развој). Највиши државни службеник у Министарству је државни секретар, а испод њега стоје државни подсекретари.